# Danny Washington
Danny Washington (* 25. Oktober 1985) ist ein  deutscher Footballspieler.

## Laufbahn
Washington entstammt der Nachwuchsabteilung der Darmstadt Diamonds. Dort spielte er bis 2002, anschließend bei den Weinheim Longhorns in der Jugend sowie in der höchsten deutschen Spielklasse, der GFL. Der 1,85 Meter messende Washington kam während seiner Laufbahn zumeist als Runningback zum Einsatz, teils auch als Verteidiger und  Quarterback. Nach dem Ende der 2009er Saison verließ Washington Weinheim und schloss sich den Marburg Mercenaries an, 2011 wechselte er zu den Rhein-Neckar Bandits weiter und blieb dort bis 2014. Im Vorfeld des Spieljahrs 2015 stieß er zum Aufgebot der Schwäbisch Hall Unicorns. Mit den Hallern gewann Washington 2017 und 2018 die deutsche Meisterschaft, nach dem zweiten Titel zog er sich als Spieler aus dem Leistungsbereich zurück.

### Nationalmannschaft
2010 und 2014 wurde Washington mit der deutschen Nationalmannschaft Europameister. Er nahm ebenfalls an der Weltmeisterschaft 2011 teil und schloss das Turnier mit der deutschen Auswahl auf dem fünften Platz ab.